# El Asintal
El Asintal è un comune del Guatemala facente parte del dipartimento di Retalhuleu.